# Guifred II de Cerdagne
Guifred II de Cerdagne  ou Guifred Ier de Berga (catalan: Guifré, espagnol: Vifredo ou Wifredo), né vers 970 et mort à Saint Martin du Canigou le 31 juillet 1049, est un comte de Cerdagne (988-1035) et un comte de Berga (1003-1035).

## Biographie

### Famille
Guifred est un fils du comte Oliba II dit « Cabreta » et de son épouse Ermengarde d'Empúries, fille de Gausbert d'Empúries, comte de Roussillon et d'Empúries.
Il a trois frères et une sœur : Bernard (v. 970-1020), Oliva (971-1046), Adélaide (?-1024) et Berenguer (?-1003) (futur évêque d'Elne). Il a également une demi-sœur illégitime, Ingilberga (976-1049), fille d'Oliba II et d'Ingilberga, épouse d'Ermemi, viguier de Besora. Elle deviendra la dernière abbesse du monastère de Sant Joan de les Abadesses.
Guifred s'est marié avec Guisla.
Il a hérité le comté de Cerdagne de son père en 988 quand ce dernier décide de se faire moine au Mont-Cassin, laissant sa mère comme régente entre 988 et 994. De même Guifred reçoit le comté de Berga en 1003 quand son frère Oliva décide à son tour de devenir moine.

### Biographie

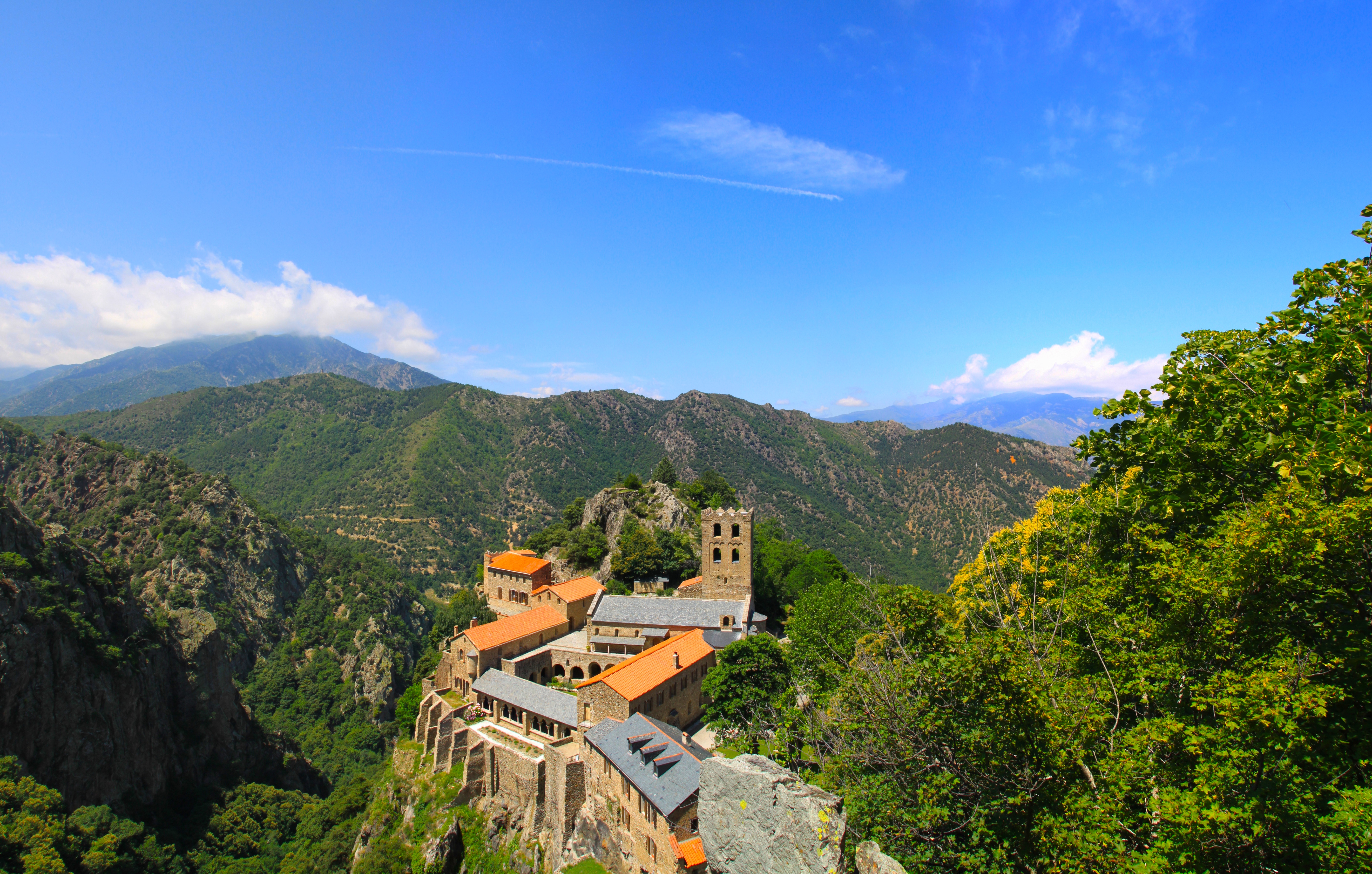
Saint-Martin du Canigou.

Il participe activement à la consécration d'églises et de monastères dont celui de Saint-Martin du Canigou fondé par lui en 1007 et consacré en 1009. En compagnie de Raymond Borrell de Barcelone, Bernat Taillefer de Besalú, et Armengol Ier d'Urgell, il a battu Abd al-Malik al-Muzaffar de Cordoue lors de la bataille de Torà. Il a lutté pour devenir indépendant de l'évêché d'Urgell en dépit de la résistance de l'évêque de La Seu d'Urgell, qui plus tard sera reconnu par l'Église comme un saint, (saint Armengol).
Il achète en 1019 les droits sur l'archevêché de Narbonne pour deux-cent-mille sous (cent mille pour Raimon Ier vicomte de Narbonne et cent mille pour Richard Ier vicomte de Millau et de Rodez) en faveur de son fils Guifred de Cerdagne, alors âgé de seulement dix ans. Alliés au comte de Carcassonne Pierre Raymond, ils mèneront plusieurs guerres contre Bérenger vicomte de Narbonne, pourtant son cousin et marié à sa cousine Garsinde de Besalú.
En 1023, il a obtenu un accord de concorde entre le comte de Barcelone et celui de Besalú.
En 1035, il fait son testament il se retire au monastère de Saint-Martin du Canigou, pour devenir moine et y mourir en 1049.